# Terremoto de Arequipa de 1600
El Terremoto de Arequipa de 1600 ocurrió el 19 de febrero de 1600 y tuvo una réplica más fuerte el día 28. Fue causado por la erupción del volcán Huaynaputina, situado cerca de Moquegua, en el sur del Perú. Devastó completamente a la ciudad de Arequipa y sus alrededores. Gobernaba entonces en el Perú el virrey Luis de Velasco y Castilla.

## La catástrofe
El volcán de Omate, Quinistaquillas o Huaynaputina se halla situado a unas 110 km de Arequipa hacia el oriente, en el actual distrito de Quinistaquillas, en Moquegua. A mediados de febrero de 1600 empezó a hacer actividad, hasta hacer una violenta erupción el día 19, la mayor registrada en la historia de América del Sur.
Desde el 14 de febrero de 1600 comenzaron a sentirse en Arequipa algunos temblores que alarmaron a los vecinos, pero el día 18, al anochecer, comenzaron a hacerse más fuertes y frecuentes. Entre las nueve y las diez de la noche se produjo uno tan violento que hizo que la gente se mantuviera en vigilia. Amaneció el día 19 y las iglesias se llenaron de gente que imploraba a Dios, porque los temblores continuaban y los daños en las viviendas se hacían más severos. En el lapso de un día se sintieron hasta 200 temblores.
Al atardecer del día 19, se cubrió el cielo de una espesa niebla que acentuó la oscuridad y se escucharon estampidos a manera de truenos y relámpagos, provocando el terror de los habitantes. Poco después empezó caer una arenilla o ceniza blanca muy fina, de manera tan intensa y continua que formó una gruesa capa y provocó el hundimiento de muchos tejados. El aire se hizo casi irrespirable.
Fue una noche de espanto y confusión para los arequipeños. La oscuridad era total, mientras que de lejos venían los bramidos del volcán, y arriba continuaban los truenos y relámpagos. La gente amaneció en las calles, plazas e iglesias haciendo penitencia. La lluvia de ceniza amainó pero después del mediodía sobrevino nuevamente la tenebrosidad que duró casi tres horas.
Continuó la serie de temblores, pero el 28 de febrero se produjo uno de los más intensos, derribando las casas que habían quedado en pie. De los templos sólo se salvó el de San Francisco. La ciudad, que aun mostraba los estragos del temblor de 1587, quedó totalmente destruida. La situación fue normalizándose lentamente, hasta que por fin el 2 de marzo se despejó el cielo y apareció la luz del sol.

## Consecuencias
En las inmediaciones del volcán Omate quedaron sepultados los pueblos de Quinistaquillas, Chuquiomate, Lloque, Llacsata, Colana y Checa, pereciendo todos sus habitantes. El desborde de escombros y lavas represó el río Tambo, que acabó por desbordarse con fuerza, asolando todo el valle.
La ceniza y piedra lanzada por el volcán esterilizó los campos, causó la muerte del ganado, cubrió los caminos y aun impidió el vuelo de las aves en muchas leguas a la redonda. Una tercera parte de los vecinos españoles de Arequipa debió emigrar. De los indios apenas quedaron la mitad. Fue, indudablemente la mayor catástrofe que ha sufrido Arequipa. La carestía y la miseria fueron sus obligadas consecuencias en los años siguientes. 